# Dancing Lasha Tumbai
"Dancing Lasha Tumbai" é uma canção do artista ucraniano Verka Serduchka, lançada em 2007 como a canção de inscrição da Ucrânia para o Eurovision Song Contest 2007, realizado em Helsinque. Na apresentação no Festival da Eurovisão da Canção, Serduchka foi acompanhado por 5 pessoas, cantores e dançarinos, vestidos com roupas de prata e ouro. Além disso, ele utilizava o número '69' nas costas, em referência à posição sexual. Os dois dançarinos principais de cada lado desta usavam o número '18', referindo-se à posição da entrada na final, 18º a cantar.
O título original era simplesmente "Danzing",  mas foi alterado devido a uma controvérsia sobre a letra. A música inclui letras em quatro idiomas diferentes: alemão, inglês, russo e ucraniano.

## Controvérsias
A escolha de uma drag queen como representante da Ucrânia no festival da Eurovision foi duramente criticada por vários meios de comunicação e políticos de diferentes partidos. Taras Chornovil do Partido das Regiões foi citado dizendo:
"Acho que alguns de nossos estimados especialistas viram aqueles "caras finlandeses gostosos" vestidos de monstros, mas não entenderam muito bem que existe subcultura e existe pseudocultura. Esses monstros fazem parte de sua subcultura, que tem o direito de existir. Mas todos esses hermafroditas nunca foram aceitos em lugar nenhum. Portanto, acho que isso será um fator de constrangimento sério e o mundo nos verá como completos idiotas".
Outro assunto polêmico foi o título e a letra da música. De acordo com Danylko, a frase "Lasha Tumbai" é uma frase da Mongólia para "chantilly", "milkshake" ou "manteiga". Mais tarde, porém, foi alegado que essas palavras não existem em mongol e que a frase de efeito não tem nenhum significado. Houve alegações de que as palavras foram escolhidas devido à sua semelhança fonética com "Russia, Goodbye" (em português: "Rússia, adeus"), supostamente uma referência à Revolução Laranja de 2004-2005 na Ucrânia. Enquanto isso, a música é tocada na língua russa também ("танцевать хорошо").

## Uso na mídia
- Danylko faz uma participação especial (como Serduchka) no filme Spy 2015, onde pode ser visto cantando a música durante uma sequência de perseguição envolvendo a atriz principal Melissa McCarthy.[5]
- A música também pode ser ouvida em um episódio da terceira temporada da série de suspense da BBC America Killing Eve, "Are You From Pinner?".

## Desempenho nas tabelas musicais
| Tabela musical (2007)                       | Melhor posição |
| ------------------------------------------- | -------------- |
| Alemanha — (Media Control Charts)           | 74             |
| Áustria — (Ö3 Austria Top 40)               | 49             |
| Bélgica — (Ultratop 50 Flanders)            | 14             |
| Europa — (Eurochart Hot 100)                | 22             |
| Finlândia — (Suomen virallinen lista)       | 2              |
| França — (SNEP)                             | 6              |
| Irlanda — (IRMA)                            | 31             |
| Suécia — (Sverigetopplistan)                | 6              |
| Suíça — (Swiss Singles Chart)               | 53             |
| Reino Unido — (The Official Charts Company) | 28             |